# Skinner Park
Skinner Park is een multifunctioneel stadion gebruikt voor voetbalwedstrijden en een 333 meter lange velodroom in San Fernando.

## Geschiedenis
Skinner Park werd al in de jaren 1930 gebruikt voor voetbalwedstrijden. In 1971 waren ze deels gastheer van de finaleronde van de CONCACAF-kampioenschap 1971 en daarna in 1978 deels voor het CFU-kampioenschap 1978. De club Police FC speelde een aantal jaren in het stadion. Na de renovatie in 2023 voldeed het veld niet meer aan de vereiste om internationaal en nationaal voetbal te spelen en werd het enkel nog gebruikt voor jeugdwedstrijden en jeugdinterlands.

## Interlands
| 1  | 3 november 1947  | Trinidad en Tobago – Jamaica      | 1 – 0 | Oefeninterland                      |
| 2  | 12 november 1947 | Trinidad en Tobago – Jamaica      | 1 – 0 | Oefeninterland                      |
| 3  | 5 maart 1959     | Trinidad en Tobago – Brits-Guyana | 2 – 1 | Oefeninterland                      |
| 4  | 26 november 1967 | Trinidad en Tobago – Jamaica      | 1 – 0 | Oefeninterland                      |
| 5  | 21 november 1971 | Honduras – Trinidad en Tobago     | 1 – 1 | CONCACAF-kampioenschap 1971         |
| 6  | 21 november 1971 | Mexico – Haïti                    | 0 – 0 | CONCACAF-kampioenschap 1971         |
| 7  | 28 november 1971 | Cuba – Mexico                     | 0 – 1 | CONCACAF-kampioenschap 1971         |
| 8  | 5 december 1971  | Costa Rica – Trinidad en Tobago   | 1 – 3 | CONCACAF-kampioenschap 1971         |
| 9  | 30 november 1972 | Trinidad en Tobago – Suriname     | 1 – 1 | WK kwalificatie                     |
| 10 | 23 oktober 1978  | Trinidad en Tobago – Antigua      | 3 – 1 | CFU-kampioenschap 1978              |
| 11 | 26 oktober 1978  | Haïti – Antigua                   | 1 – 0 | CFU-kampioenschap 1978              |
| 12 | 23 oktober 1978  | Suriname – Antigua                | 4 – 0 | CFU-kampioenschap 1978              |
| 13 | 18 augustus 1980 | Trinidad en Tobago – Haïti        | 1 – 0 | WK kwalificatie                     |
| 14 | 17 juli 1981     | Trinidad en Tobago – Barbados     | 1 – 1 | Kwalificatie CFU-kampioenschap 1981 |
| 15 | 12 oktober 1981  | Trinidad en Tobago – Canada       | 2 – 4 | Oefeninterland                      |
| 16 | 11 juni 1984     | Trinidad en Tobago – India        | 3 – 0 | Oefeninterland                      |
| 17 | 8 mei 1988       | Trinidad en Tobago – Guyana       | 1 – 0 | WK kwalificatie                     |